# 8411-es mellékút (Magyarország)
A 8411-es számú mellékút egy közel 28 kilométer hosszú, négy számjegyű országos közút Veszprém vármegye és Vas vármegye határvidékén; a 8-as főút somlójenői szakaszát köti össze az északabbra fekvő, környező településekkel.

## Nyomvonala
Veszprém vármegye Devecseri járásában, Somlójenő belterületének északkeleti szélén ágazik ki a 8-as főútból, annak 98+550-es kilométerszelvénye táján, észak felé. Nagyjából 1,8 kilométer után átlép Somlószőlős területére, onnantól e község határai közt folytatódik, a Somló lábaitól délnyugatra. Majdnem pontosan a 3+650-es kilométerszelvényénél éri el ez utóbbi község lakott területének déli szélét, ugyanott ágazik ki belőle kelet felől a 84 105-ös számú mellékút Doba irányában. Somlószőlős belterületén végig a Kossuth Lajos utca nevet viseli, így húzódik az északi falurészben is, ahol, 5,5 kilométer után kiágazik belőle északkelet felé a Somlóvecse lakott területéig vezető 84 107-es számú mellékút. 6,4 kilométer után lép ki a belterületről, 7,3 kilométer után pedig Kisszőlős területén folytatódik.
Kisszőlős lakott területét 8,3 kilométer után éri el, rövid belterületi szakasza a Rákóczi Ferenc utca nevet viseli. Alig egy kilométer után már Vid területén jár, ott keresztezi, a 10+150-es kilométerszelvényénél a 8403-as utat, amely a találkozási pontnál nagyjából 15,6 kilométer teljesítésén van túl, Jánosháza térsége (Kamond) és Pápa közt húzódva. Vid lakott területeit a 8411-es egyébként nem érinti, azoktól nyugatra halad el. A továbbiakban egy bő egy kilométernyi szakasza Nagyalásony külterületei közt húzódik, de 11,8 kilométer után már Dabrony határai közt folytatódik.
Dabrony központját ugyancsak elkerüli, nyugati irányból, a falun csak a 8401-es út vezet végig, amely a 8411-esbe annak 13+700-as kilométerszelvénye táján torkollik be kelet felől, bő 22 kilométer megtétele után. Kevéssel ezután az út átlépi a Pápai járás és egyben Nemesszalók határát; a községbe 17,3 kilométer után érkezik meg, a Dabronyi utca nevet felvéve, majd ott keresztezi a 834-es főutat, amely 12,7 kilométer teljesítésén van túl, Pápa és Celldömölk között. Folytatása a Rákóczi utca nevet viseli, a belterület északi széléig, amit a 19. kilométere körül ér el.
20,7 kilométer után Vinár területére érkezik, majd egy rövid szakaszon Marcalgergelyi területére fordul, de szinte csak annyi időre, hogy ott keresztezze a Győr–Celldömölk-vasútvonal vágányait, és kiágazzon belőle északnak, ez utóbbi község központja felé a 84 117-es számú mellékút – ezt követően vissza is kanyarodik Vinár határai közé. A 22+450-es kilométerszelvénye táján elhalad Vinár vasútállomás mellett, majd a Köztársaság utca nevet viselve végigkanyarog a kis falun, 23,5 kilométer után pedig már ismét külterületek közt jár.
A 24. kilométerét elhagyva előbb a Gergelyi-övárok nevű vízfolyást szeli át, majd áthalad a Marcal folyó fölött is, és egyben a megyehatárt is keresztezi: utolsó kilométerein Vas vármegye Celldömölki járásában húzódik. Egy újabb kisebb vízfolyás áthidalása után éri el az útjába eső utolsó település, Szergény lakott területét, még a 25. kilométere előtt, alig egy kilométernyi belterületi szakasza a Kolozsvári utca nevet viseli. A 8412-es útba beletorkollva ér véget, kevéssel annak 18+500-as kilométerszelvénye előtt.
Teljes hossza, az országos közutak térképes nyilvántartását szolgáló kira.gov.hu adatbázisa szerint 27,482 kilométer.

## Települések az út mentén
- Somlójenő
- Somlószőlős
- (Kisszőlős)
- (Vid)
- (Nagyalásony)
- (Dabrony)
- Nemesszalók
- Marcalgergelyi
- Vinár
- Szergény

## Érdekességek
- Az út marcalgergelyi szintbeli vasúti kereszteződésénél, Vinár vasútállomás térségének nyugati szélén található hazánkban az utolsó olyan, úgynevezett egykaros teljes csapórudas sorompópár, melynek két rúdja egymással szemben csukódik le. Ugyan az országban másutt is találni még olyan teljes csapórudas sorompókat, ahol a csapórudak egymással szemben csukódnak le (mint például Rákosrendezőn), de ezen csapórudas sorompók mind kétkaros sorompók, 4 db sorompórúddal, ami azt jelenti, hogy 2-2 sorompórúd csukódik le egyszerre, egymással szemben, és zárja le a közutat. A vinári egykaros teljes csapórudas sorompó esetében összesen 2 darab rúd zárja le a közutat, s ezen rudak egymással nem párhuzamosan, hanem egymással szemben csukódnak le. Ez a műszaki megoldás korábban nem volt egyedülálló az országban, azonban a teljes csapórudas sorompók fokozatos felszámolásának következtében mára csak itt találkozhatunk vele.[1]